# Theridiosoma nigrivirgatum
Espèce
Theridiosoma nigrivirgatum est une espèce d'araignées aranéomorphes de la famille des Theridiosomatidae.

## Distribution
Cette espèce est endémique de l'archipel Nansei au Japon,. Elle se rencontre sur Okinawa-jima, Kume-jima et Aka-jima.

## Description
Le mâle holotype mesure 1,02 mm et la femelle paratype 1,31 mm.

## Systématique et taxinomie
Cette espèce a été décrite par Suzuki, Hiramatsu et Tatsuta en 2022.

## Publication originale
- Suzuki, Hiramatsu & Tatsuta, 2022 : « Two new species and a new genus of ray spiders (Araneae, Theridiosomatidae) from the Ryukyu Islands, southwest Japan, with notes on their natural history. » ZooKeys, no 1109, p. 76-101 (texte intégral).